# 8015 Marksimons
8015 Marksimons este o planetă minoră (asteroid), cu un diametru de 3,105 km, din centura de asteroizi. A fost descoperită pe 24 august 1990 la Observatorul Palomar de Henry E. Holt. 
Obiectul prezintă o orbită caracterizată de o semiaxă mare de 2,2437609 UAi, o excentricitate de 0,15, o înclinație de 0,82123 ° în raport cu ecliptica.